# Biserica Sfinții Arhangheli din Veza
Biserica Sfinții Arhangheli este un lăcaș de cult aflat pe teritoriul localității Veza, municipiul Blaj, județul Alba. Turnul-clopotniță al bisericii este monument istoric. În Repertoriul Arheologic Național, monumentul apare cu codul 1419.01.

## Localitatea
Veza este o localitate componentă a municipiului Blaj din județul Alba, Transilvania, România. Localitatea este atestată documentar din anul 1320, cu denumirea Weze.

## Istoric și trăsături
Turnul clopotniță al fostei biserici greco-catolice din secolul al XVIII-lea este încorporat în fațada vestică a noii biserici, din a doua jumătate a veacului trecut. Din turn se păstrează două nivele: în primul nivel, un gol dreptunghiular de mici dimensiuni, încheiat în arc semicilindric, este suprapus de o firidă, în care sunt reprezentați iconografic, în maniera erminiei bizantine, Arhanghelii Mihail și Gavril. Ultimul nivel al turnului este străpuns de patru ferestre dreptunghiulare, ce poartă la partea superioară un timpan de zid semicilindric. O cornișă în consolă cu retrageri succesive încoronează ultimul nivel al turnului. Coiful, cu învelitoare din țiglă-solzi, are formă de fleșă elansată, cu vârf ascuțit și bază pătrată, cu muchii concave.

## Imagini

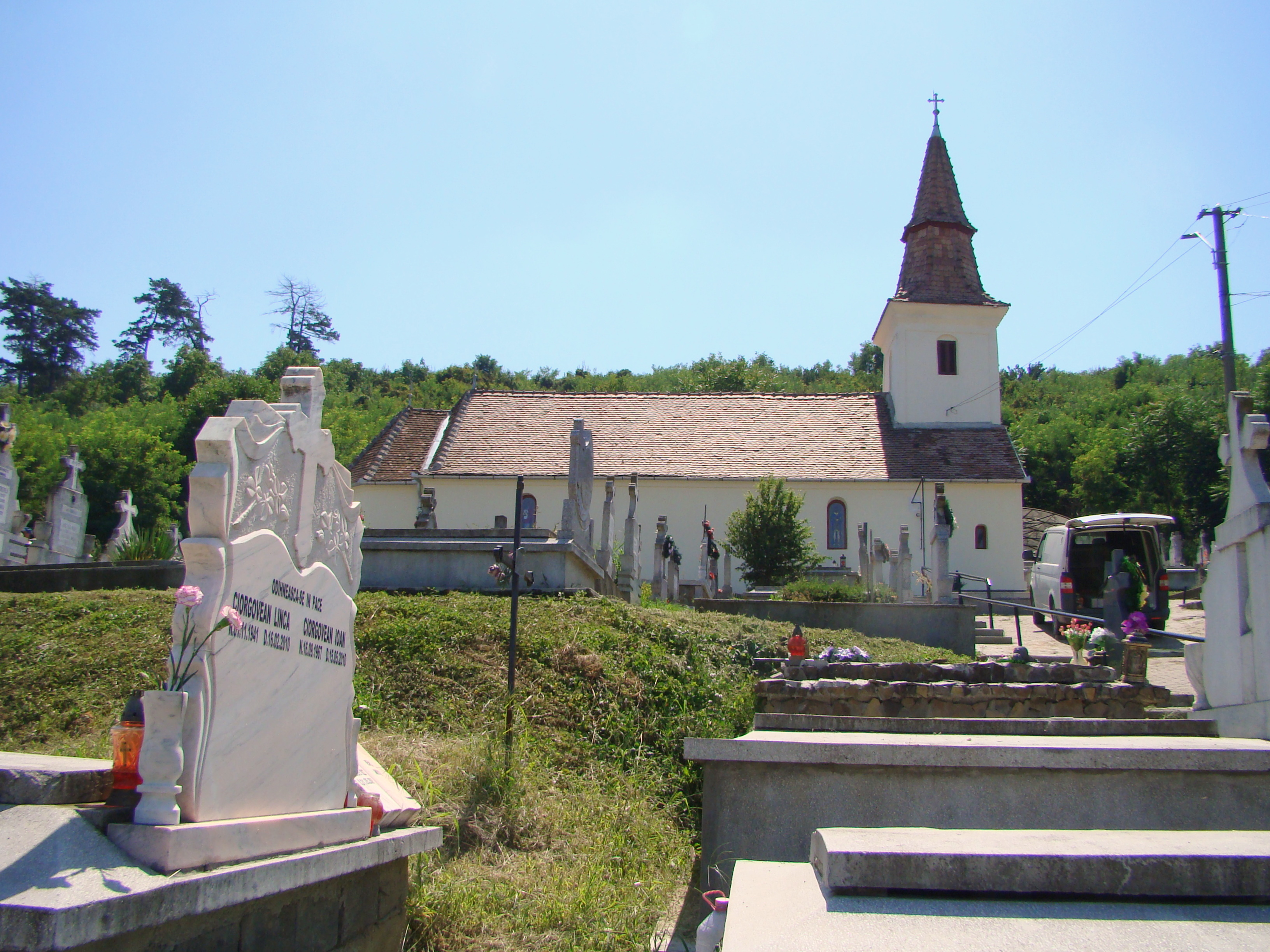
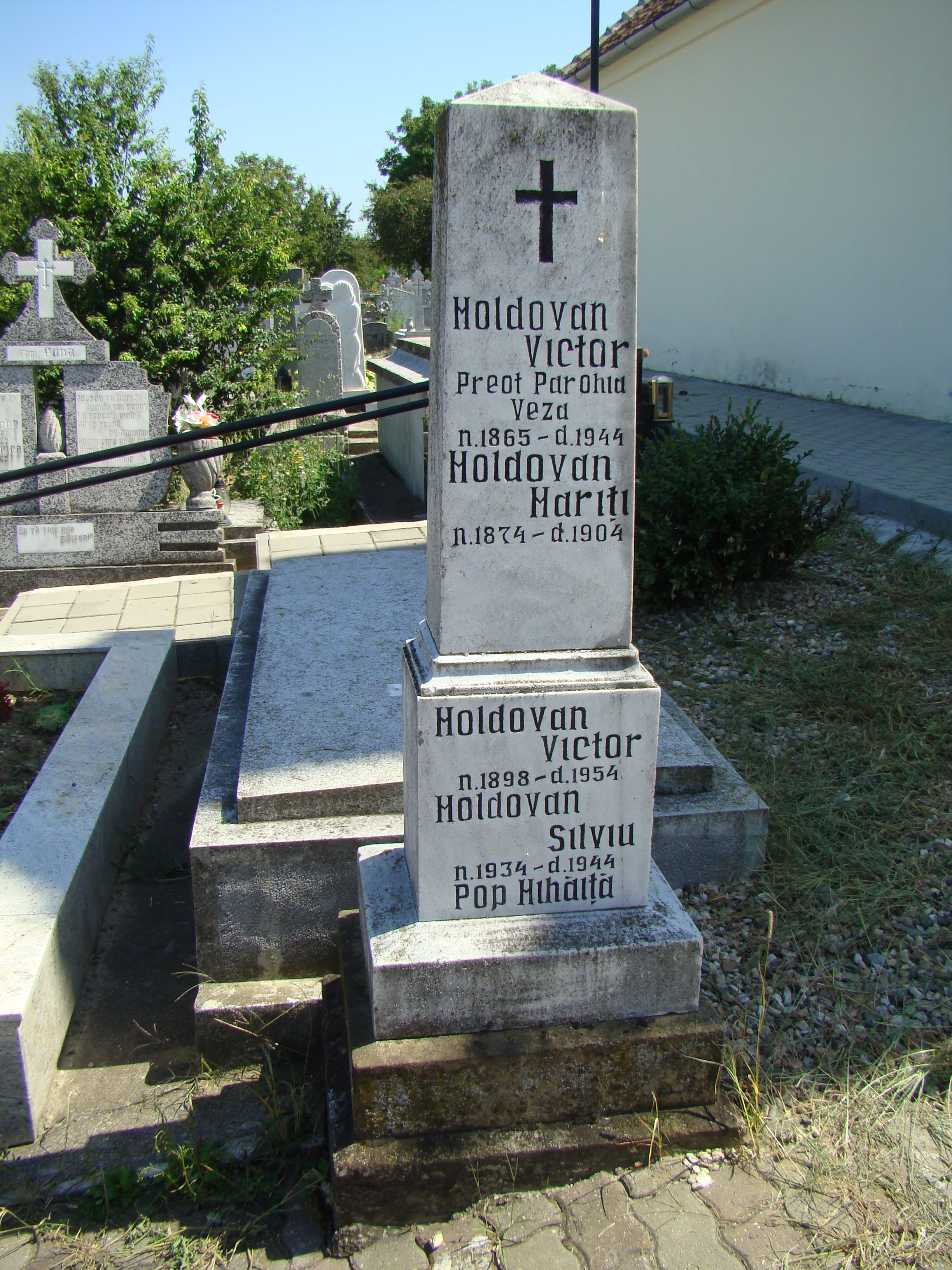
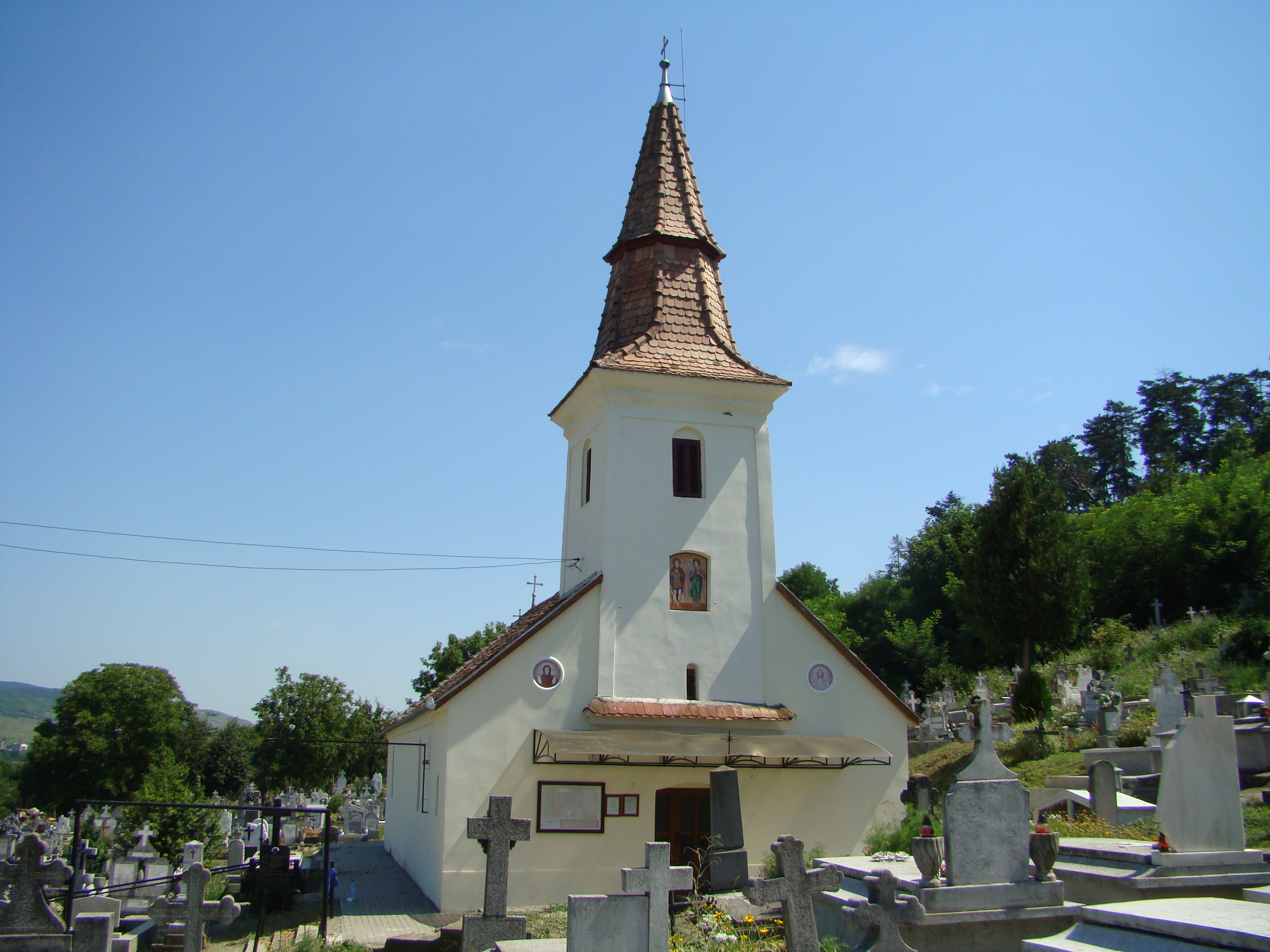
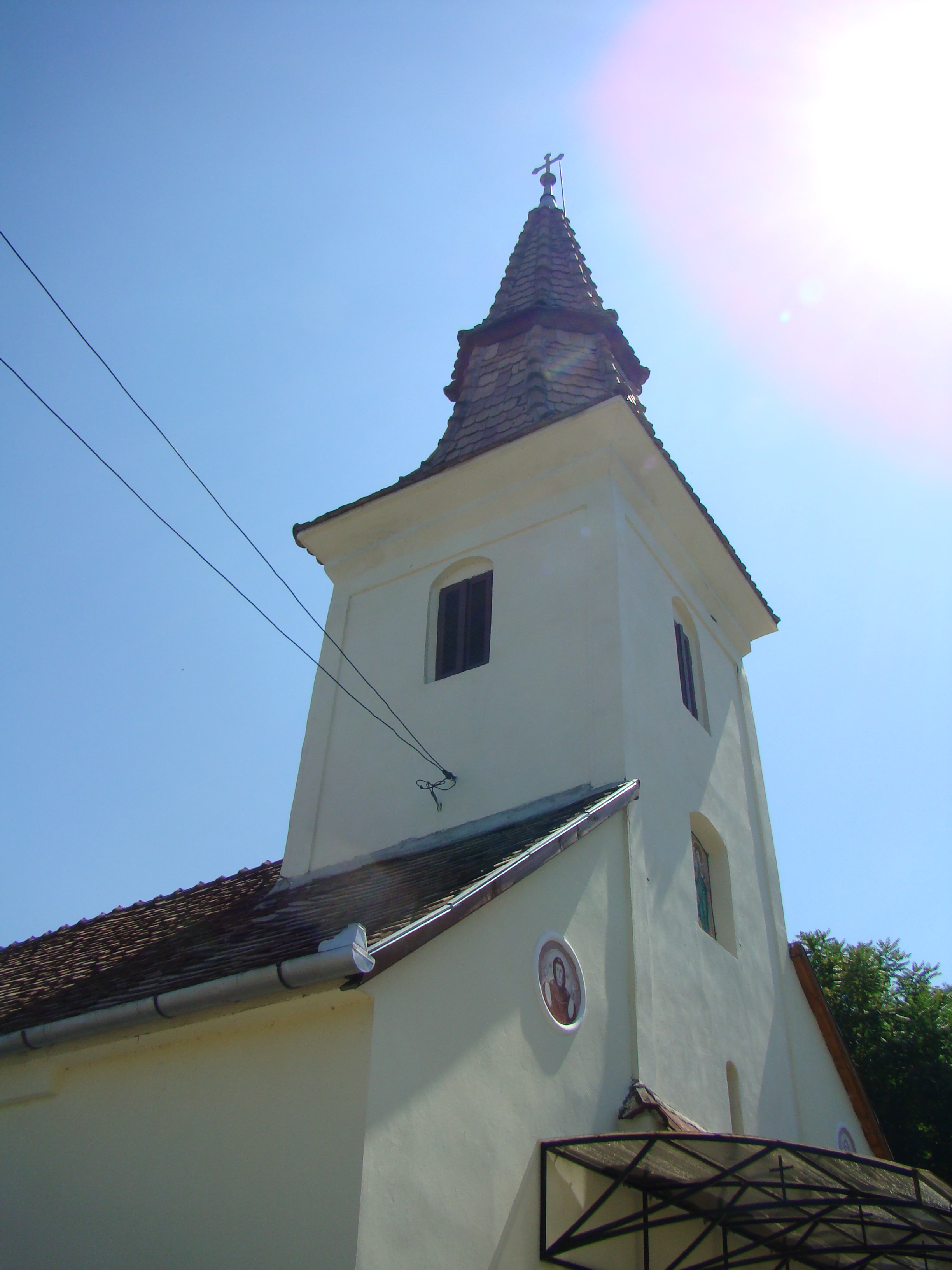
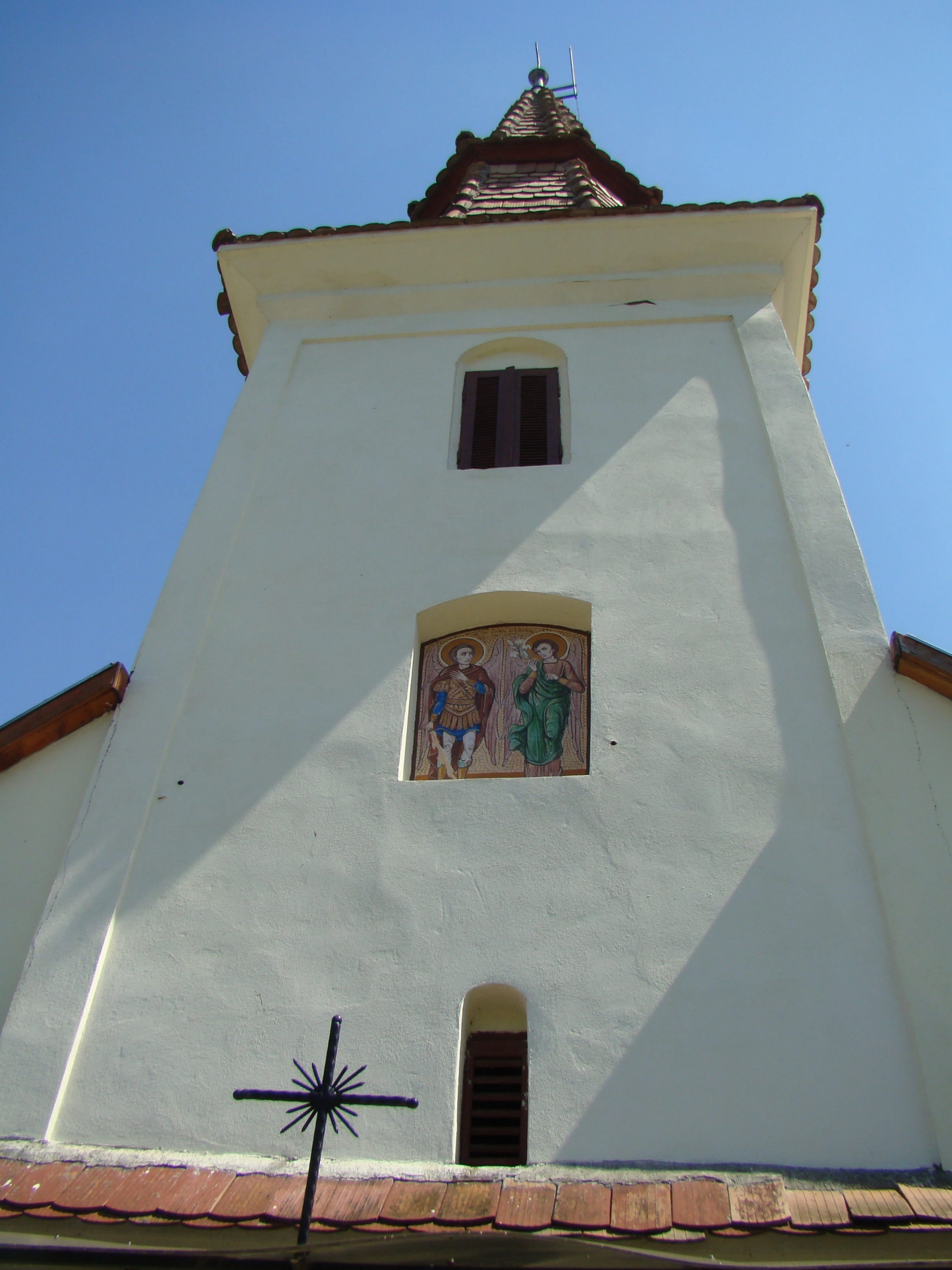
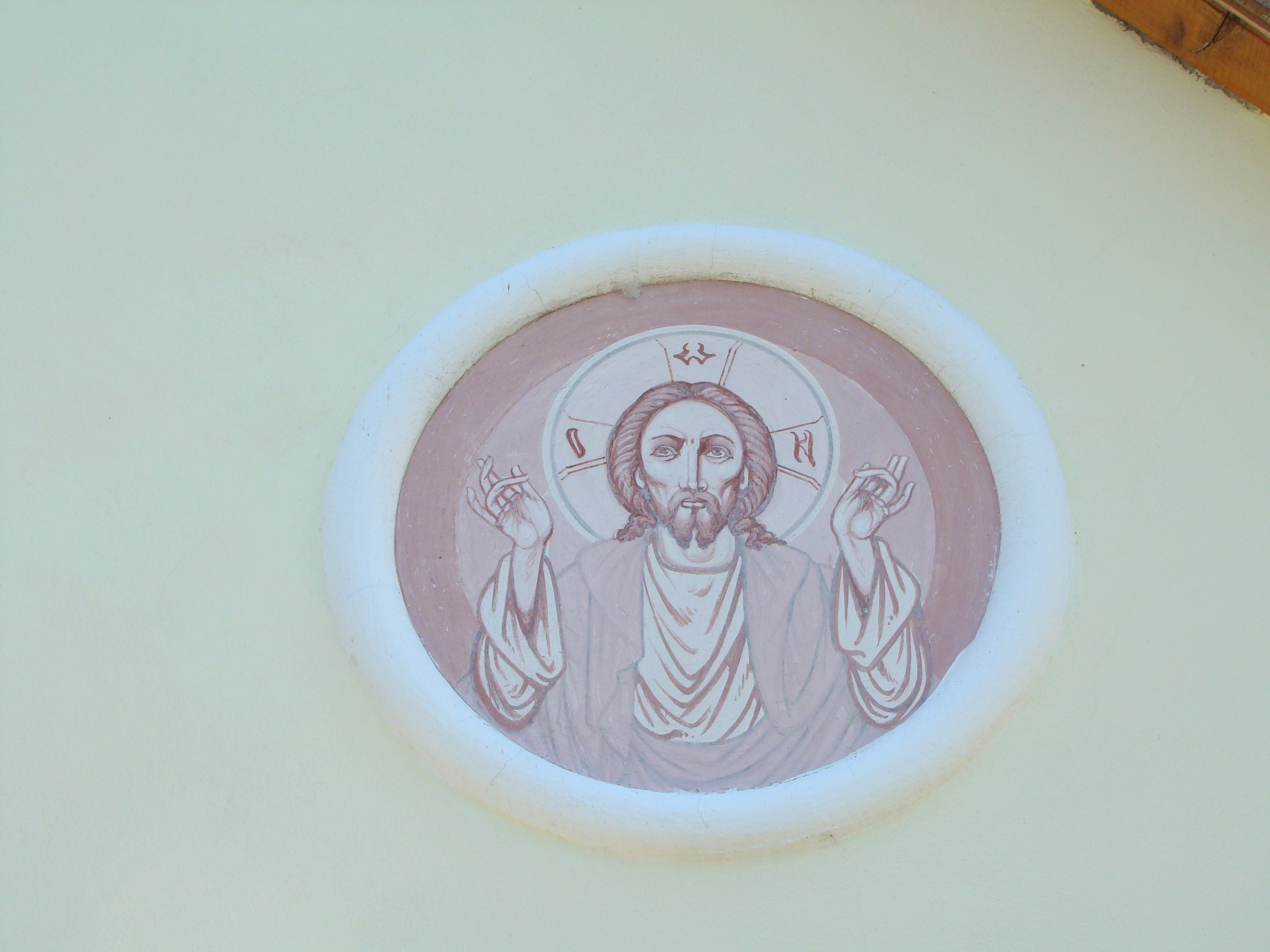
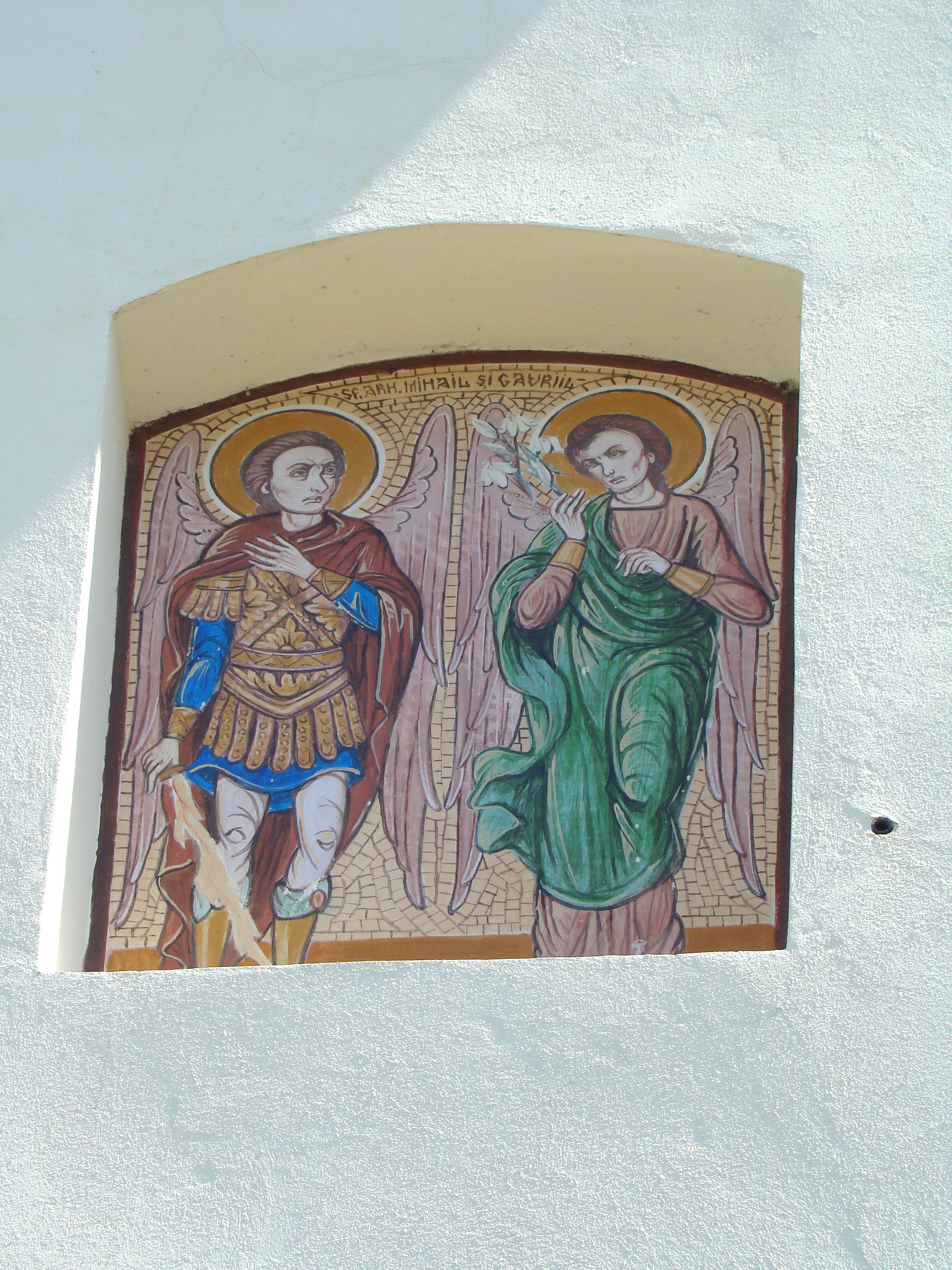
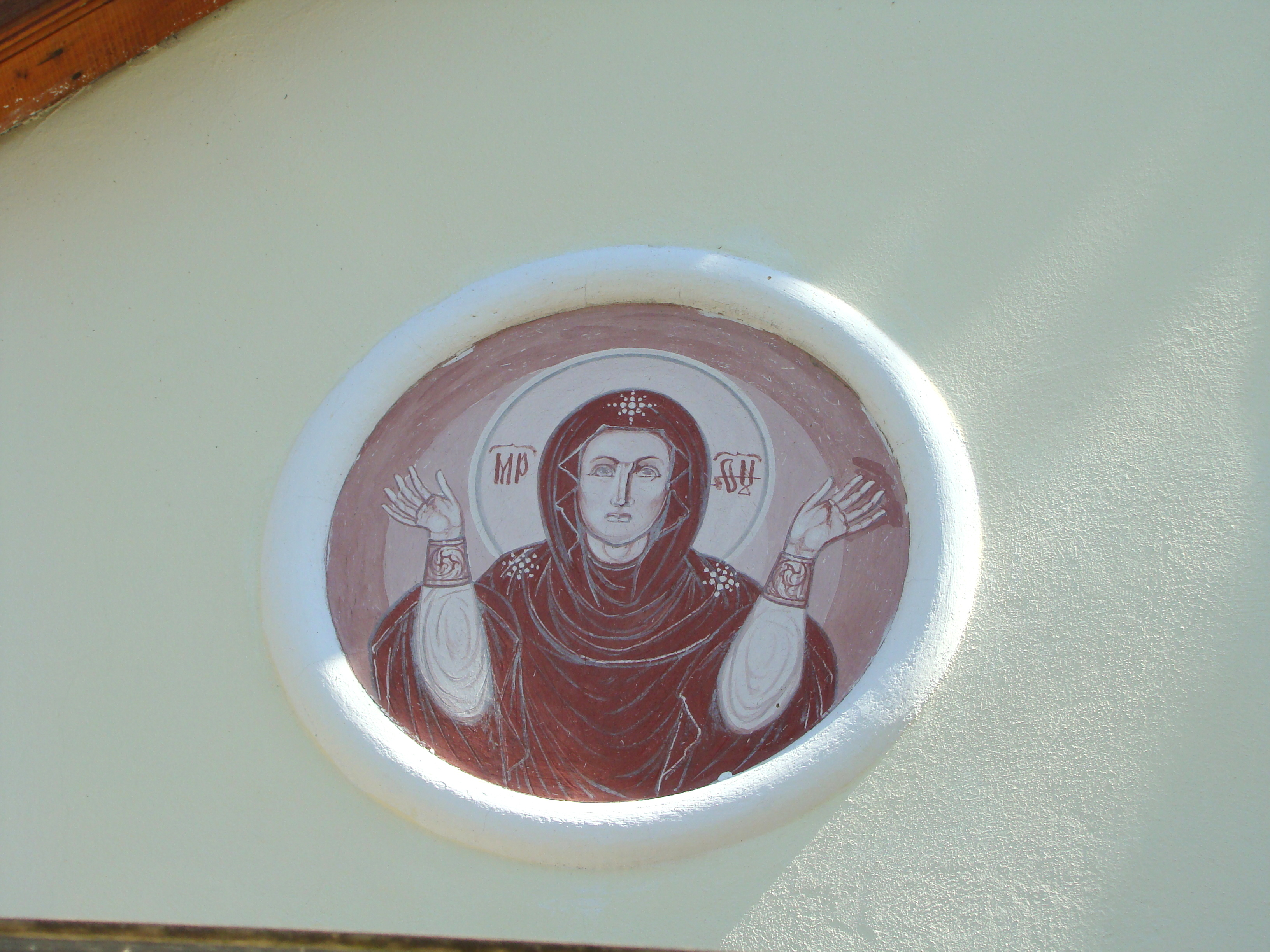
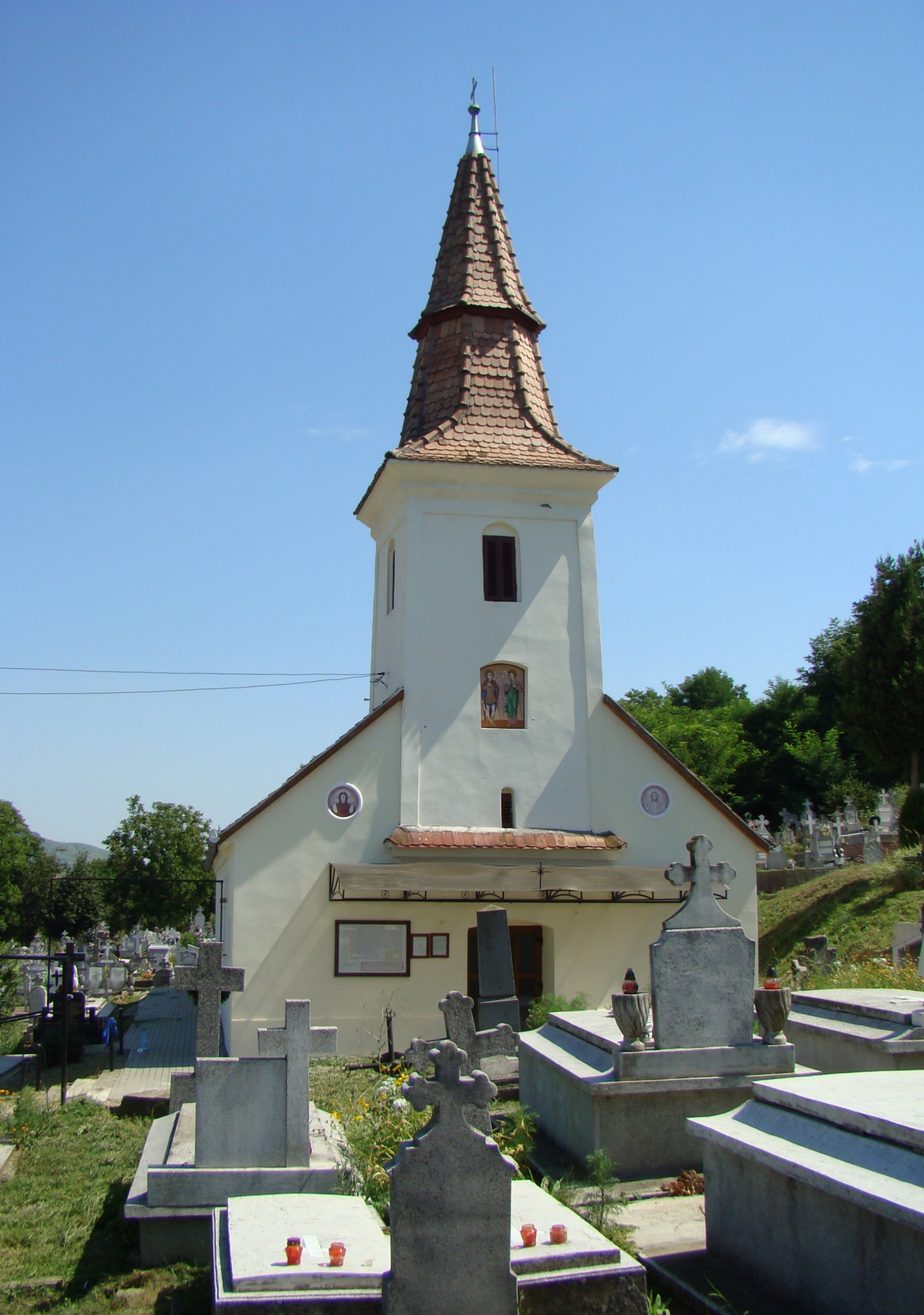
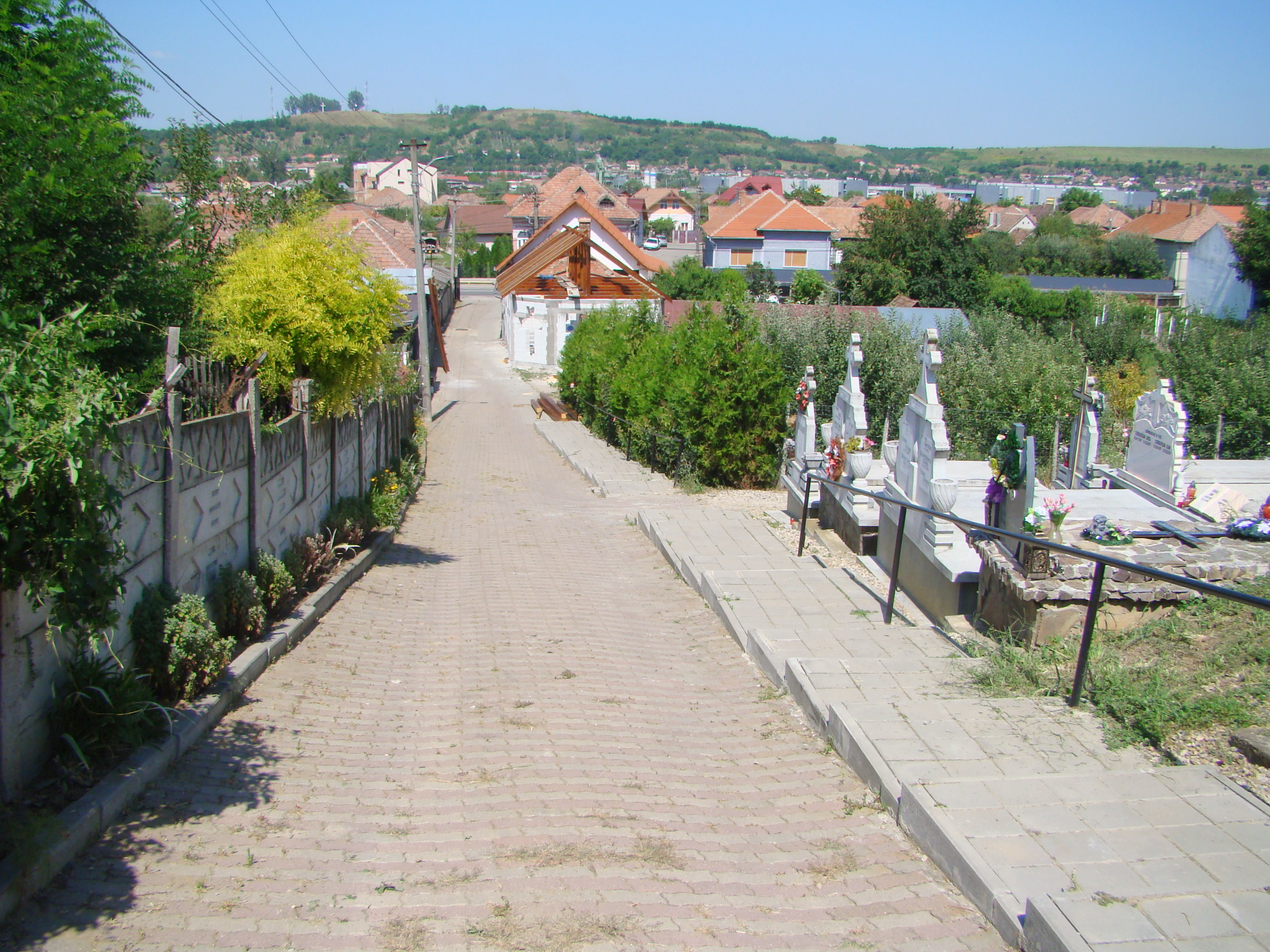

## Vezi și
- Veza, Alba